# Elvira De Grey's
Elvira De Grey's, llamada de nacimiento Elvira Dominga Comisso (Lomas de Zamora, 12 de julio de 1926 -  4 de noviembre de 1993) fue una cantante de tango argentina, con trayectoria musical en la Argentina, pero principalmente en el extranjero.

## Biografía
Elvira Dominga Commisso nació en Lomas de Zamora el 12 de julio de 1926, siendo hija de un matrimonio de inmigrantes italianos. Al poco tiempo de nacer, su familia se mudó a Ciudadela, también en el gran Buenos Aires. De chica estudio canto, aprovechando su registro de mezzosoprano, con Salvador D'Bricco del Teatro Colón y Héctor Mobilia del Conservatorio Beethoven, practicando con canzonetas italianas siguiendo la influencia de sus padres inmigrantes.
En 1960, mientras vivía en Italia, inició su carrera musical al participar y obtener el primer premio en el Festival de la Canción de San Remo en Italia, con la canción La Hiedra (en italiano: L'edera), que era un bolero. También ganó el primer premio del Festival Pussileppo de Nápoles. Luego volvió a la Argentina, donde durante esta década cantó en distintas radios y teatros argentinos; mientras que en la década siguiente siguió cantando en diversos escenarios, sumando a su repertorio canciones de tango. Hasta ese entonces, no había sido muy conocida en el ambiente tanguero, sobre todo porque se había dedicado a cantar música italiana. También participó en la grabación de varias canciones con motivo del Mundial de Futbol del año 1978 celebrado en Argentina. Luego realizó una extensa gira por América y Europa. También fue la intérprete de varias canciones infantiles empleadas en el ámbito educativo, como Aurora, Canto a las Malvinas, Himno al Libertador General San Martín, entre otras.
En la década de 1980 siguió cantando y realizando giras por el mundo, incluyendo Oriente Medio. En la Argentina cantó en diversos escenarios y tuvo una destacada participación en la televisión. Participó en discos y recitales con artistas como Raúl Garello, Carlos García, Horacio Malvicino, Víctor Buchino, Martín Darré y el guitarrista Tito Francia. A su vez, los maestros Cátulo Castillo y Héctor Stamponi le dedicaron el tango canzoneta L’Isolabella.